# Större ringmätare
Större ringmätare (Gnophos obfuscata) är en fjärilsart som beskrevs av Michael Denis och Ignaz Schiffermüller, 1775. Större ringmätare ingår i släktet Gnophos och familjen mätare, Geometridae. Arten är reproducerande i Sverige. Två underarter finns listade i Catalogue of Life, Gnophos obfuscata androgynus Reisser, 1936 och Gnophos obfuscata marsicaria Dannehl, 1933.

## Bildgalleri

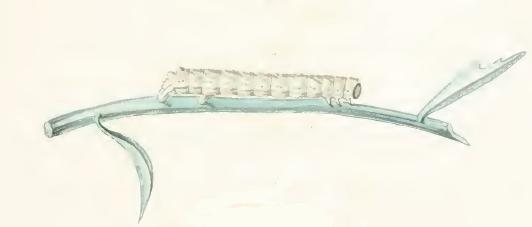
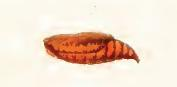
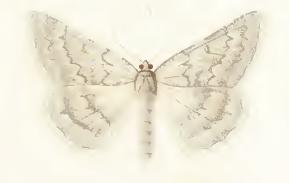